# Claudio Pedrazzini
Claudio Pedrazzini (Lodi, 30 agosto 1974) è un politico italiano.

## Biografia
Nato a Lodi, ma cresciuto nel comune di Montanaso Lombardo (LO), è un amministratore di società che opera nel settore dei servizi alle imprese.
Con la discesa in campo nella politica di Silvio Berlusconi aderisce a Forza Italia, dove ricopre prima l'incarico di coordinatore provinciale di Forza Italia Giovani, la sua organizzazione giovnile, e poi quello di coordinatore provinciale del partito a Lodi.
Dal 2009 al 2013 è stato vicepresidente della Provincia e assessore nella giunta provinciale di Lodi presieduta dal leghista Pietro Foroni.
Alle elezioni regionali in Lombardia del 2013 si candida con Il Popolo della Libertà (PdL), a sostegno della mozione del segretario federale della Lega Roberto Maroni, venendo eletto nella circoscrizione di Lodi in consiglio regionale della Lombardia.
Alle elezioni politiche del 2018 viene candidato alla Camera dei deputati nel collegio uninominale Lombardia 4 - 03 (Lodi), sostenuto dalla coalizione di centro-destra in quota forzista, venendo eletto deputato con il 46,92% dei voti e superando i candidati del Movimento 5 Stelle Luciano Frigoli (23,86%) e del centro-sinistra Mauro Soldati (23,18%).
Il 9 settembre 2019 fuoriesce da FI e aderisce a Cambiamo! di Giovanni Toti. Il 18 dicembre dello stesso anno i cinque totiani aderiscono alla nuova componente del misto "Noi con l'Italia-USEI-Cambiamo!-Alleanza di Centro" insieme a Vittorio Sgarbi e a quattro colleghi di Noi con l'Italia - USEI. Dal 16 febbraio 2021 fa parte della componente autonoma "Cambiamo!-Popolo Protagonista" insieme a sette colleghi di Cambiamo! e a due di Popolo Protagonista.
Il 27 maggio seguente aderisce a Coraggio Italia, il nuovo partito fondato dal sindaco di Venezia Luigi Brugnaro insieme al presidente della Liguria Giovanni Toti e a numerosi parlamentari di diversa provenienza (M5S, Forza Italia, Cambiamo!-Popolo Protagonista, Lega e Centro Democratico). Il 18 novembre dello stesso anno diventa responsabile del tesseramento di Coraggio Italia in Lombardia. Tuttavia lascia il gruppo a inizio dicembre iscrivendosi alla componente non iscritti.
L'11 marzo 2022 aderisce alla componente del gruppo misto di Azione non ricandidandosi alle politiche di settembre.
È membro dal 2018 della 12ª Commissione Affari sociali.